# 変態の季節
『変態の季節』（へんたいのきせつ）は、東盛直道監督の日本映画。2023年12月1日劇場公開。

## 概要
「OP PICTURES+フェス2023」作品の1本として劇場公開。
東盛直道にとって『OP PICTURES＋フェス』初参加作品となる。バラエティー番組でも活躍する主演の葵いぶきは映画初出演、初主演。
2024年3月29日、『変態の季節　恍惚のいぶき』のタイトルで70分に再編集され、上野オークラ劇場などで公開。
2025年6月4日、スターボードからDVD化。

## ストーリー
若手小説家・ルミは学生時代の友人・ノボルと偶然再会する。ノボルが妻の浮気に悩んでいることを知ったルミは、自身の小説の題材とするため、ノボルの人間関係に介入していく。

## 登場人物
ルミ
演 - 葵いぶき
実体験した恋愛を基に執筆を行う作家。最近はネタ探しに悩み、「ノボルの後輩の恋人」としてパーティーに潜入する。
ノボル
演 - 鹿野裕介
サラリーマン。ルミとは学生時代の友人。新婚。
モモ
演 - 西野絵美
ノボルの妻。ノボル親友・アキラと不貞を重ねている。
明美
演 - みやむ
アキラ
演 - 安藤ヒロキオ
陽介
演 - 大嶋芳宗
ミワ
演 - 小林まゆ
アツシ
演 - 伊神忠聡
田中
演 - 竹本泰志
その他出演者
演 - 半田慎太郎
演 - 宮崎カズヤ
演 - 服部拓也
演 - 元田祐希
演 - 豊岡んみ

## スタッフ
- 監督：東盛直道
- 脚本：東盛直道
- 撮影：カトウジュンイチ
- 照明：カトウジュンイチ
- 録音：木原広滋
- 整音：阪口和
- 衣装：小栗はるひ
- メイク：kei
- 編集：東盛直道
- 音楽：荒川仁
- 音楽協力：神蔵守、三浦世名
- 助監督：西貴人
- 制作担当：門脇萌
- ポスタースチール：MAYA
- 現場スチール：高橋はな子
- ロケ協力：HOTEL DUO、Bar ９[4]
- 車両応援：深澤知
- 協力：アトラクティブ、芹川事務所、CESエンタテインメント
- 仕上げ：東映ラボ・テック[4]
- 提供：オーピー映画